# 井脇幸江
井脇 幸江（いわき ゆきえ、1967年4月26日 - ）は、東京都出身のバレエダンサーである。身長は166センチメートル、血液型はA型。
2012年まで東京バレエ団でプリンシパルを務め、クラシックバレエの諸作品はもとより、モーリス・ベジャール、イリ・キリアン、ジョン・ノイマイヤーなどの現代作品を幅広く踊りこなした。現Iwaki Ballet Company代表、井脇幸江バレエスタジオ主宰。

## 略歴
東京都生まれ。幼稚園の課外授業をきっかけに、8歳で東京バレエ学校に入学、鈴木滝夫、アベ・チエに師事。
高校を卒業した1986年、18歳で東京バレエ団に入団する。
1993年初演の『M』でモーリス・ベジャールの振付指導によりヴァイオレットを、1994年『パーフェクト・コンセプション』ではイリ・キリアンとの共同作業で初演を果たす。
1996年、『春の祭典』で生贄の女を演じる。このときベジャールと1対1の直接リハーサルをおこなったと語る。
同年12月『くるみ割り人形』ではクララ役の斎藤友佳理のアクシデントのため、第2幕より代役をつとめ、1997年同作品が初の古典全幕主演となった。
2000年、ジョン・ノイマイヤー振付の初演『時節の色』に出演、2002年には『白鳥の湖』に主演し、オデット・オディールを踊る。
2007年、シャルル・ジュドと『牧神の午後』で共演。
同年、東京・四谷に井脇幸江バレエスタジオを開校する。
2010年、ズービン・メータが指揮する『春の祭典』で、ベジャールバレエ・ローザンヌのオスカー・シャコンと生贄の女を踊った。
2012年、東京バレエ団を退団、Iwaki Ballet Companyを設立する。

### 主なレパートリー
- 『M』（ベジャール振付　ヴァイオレット）
- 『ギリシャの踊り』（ベジャール振付　ハサピコ）
- 『くるみ割り人形』（クララ、アラビアの踊り）
- 『くるみ割り人形』（ベジャール振付　妖精、パリ）
- 『ザ・カブキ』（ベジャール振付　遊女）
- 『ジゼル』（ジゼル、ミルタ、バチルタ姫）
- 『白の組曲』（シガレット、テーム・ヴァリエ）
- 『シンフォニー・イン・D』（キリアン振付）
- 『水晶宮』
- 『ステッピング・ストーンズ』（キリアン振付）
- 『Son De Mi Son――カリブ、わが心のリズム』
- 『中国の不思議な役人』（モーリス・ベジャール振付　若い男）
- 『時節の色』（ノイマイヤー振付　冬）
- 『ドナウの娘』（ドナウの女王）
- 『ドリームタイム』（キリアン振付）
- 『眠れる森の美女 』（リラの精、カラボス）
- 『眠れる森の美女』（ウラジミール・マラーホフ振付　シンデレラ）
- 『バクチIII』（ベジャール振付）
- 『白鳥の湖』（オデット、オディール、パ・ド・トロワ、スペインの踊り、3羽の白鳥）
- 『パ・ド・カトル』（グリジ）
- 『パーフェクト・コンセプション』（キリアン振付）
- 『春の祭典』（ベジャール振付　生贄の女）
- 『火の鳥』（ベジャール振付　パルチザン）
- 『ペトルーシュカ』（ベジャール振付　若い娘）
- 『牧神の午後 』（ニンフ）
- 『真夏の夜の夢』（ヘレナ）
- 『ラ・シルフィード』（エフィー）

### 主宰団体
Iwaki Ballet Company
- 2012年　『ジゼル』全幕
- 2013年　Ballet Gala
- 2013年　『ドン・キホーテ』全幕

井脇幸江バレエスタジオ
- 2011年　第1回発表会（『パキータ』より）
- 2012年　第2回発表会（『白鳥の湖』 第2幕）
- 2014年　第3回発表会（『コッペリア』 第3幕）

## メディア
書籍
- 『週末はバレリーナ』健康ジャーナル社、2006年

DVD
- 『バレリーナが教えるバレエレッスン』新書館、2002年
- 東京バレエ団『ドン・キホーテ』斎藤友佳理&高岸直樹（全幕）新書館、2003年
- 斎藤友佳理『ユカリューシャ』新書館、2006年
- ヴィショニョーワ&マラーホフ 東京バレエ団『ジゼル』（全幕）新書館、2010年

動画
- 『ジゼル』第2幕（東京バレエ団） （YouTube・ミルタ役）

交通広告CM
- アルマード（化粧品）